# Torneo Clausura 2020 (Paraguay)
El Torneo Clausura 2020 (también llamado Copa de Primera - Tigo - Visión Banco, por motivos de patrocinio comercial), denominado «Prof. Cristóbal Maldonado», fue el centésimo vigésimo tercer campeonato oficial de Primera División de la Asociación Paraguaya de Fútbol (APF). Comenzó el 16 de octubre y finalizó el 30 de diciembre. 
El Club Olimpia se coronó campeón tras ganarle la final del torneo al Club Guaraní, 5-4 en la definición por penales tras empatar 2-2 al término de los 90 minutos.

## Sistema de competición
A diferencia de temporadas anteriores (y como consecuencia de la Pandemia de COVID-19), el modo de disputa de esta edición del Torneo Clausura sufrió modificaciones. El formato para la primera fase es el sistema de todos contra todos, pero sólo con partidos de ida, con las localías determinadas por sorteo, la fecha 6 se juega en campo neutral para que todos los equipos completen 5 partidos de local y 5 de visitante. Al término de las once jornadas de esta fase, los ocho mejores clasificados en la tabla de posiciones avanzan a la segunda fase que corresponde a eliminatorias a partido único en cancha neutral desde cuartos de final para determinar al campeón.
En caso de igualdad de puntos entre equipos de cara a la fase eliminatoria, se toman en cuenta los siguientes parámetros:
1. saldo de goles.
2. mayor cantidad de goles marcados.
3. mayor cantidad de goles marcados en condición de visitante.
4. sorteo.

## Equipos participantes
El campeonato lo disputan un total de doce equipos. El único que ha disputado todas las temporadas de esta categoría (también conocida como División de Honor) es Olimpia; de manera similar, Guaraní ha participado en todas menos una, pues pidió permiso en 1912 debido a una epidemia. Por su parte, los clubes Cerro Porteño y General Díaz nunca han descendido (hasta este torneo) desde sus ingresos en 1913 (el primero) y 2013 (el restante), respectivamente.

### Intercambios de Plazas
| Club                    | Ascendidos como                   |
| ----------------------- | --------------------------------- |
| Guaireña FC             | Campeón de División Intermedia    |
| 12 de Octubre (Itauguá) | Subcampeón de División Intermedia |

| Club                                                                                                   | Descendidos como                   |
| --- | ---------------------------------- |
| Archivo:Logo del Club Deportivo Capiatá, departamento Central, Paraguay año 2024.png Deportivo Capiatá | Penúltimo de la Tabla de Promedios |
| Deportivo Santaní                                                                                      | Último de la Tabla de Promedios    |

### Información de equipos
Listado de los equipos que disputarán el segundo torneo de la temporada. El número de equipos participantes para esta temporada son de 12, de los cuales 10 equipas son administrados por Clubes o Entidades Deportivas y 2 equipos son administrados por una Sociedad de Responsabilidad Limitada.
| Equipo                                                                                                | Ciudad      | Estadio                      | Capacidad | Fundación                | Títulos | Subtítulos | Proovedor     | Auspiciante       | C. 2019 |
| --- | ----------- | ---------------------------- | --------- | ------------------------ | ------- | ---------- | ------------- | ----------------- | ------- |
| Olimpia                                                                                               | Asunción    | Manuel Ferreira              | 22 000    | 25 de julio de 1902      | 44      | 24         | Adidas        | Tigo              | 1°      |
| Libertad                                                                                              | Asunción    | Dr. Nicolás Leoz             | 10 100    | 30 de julio de 1905      | 20      | 21         | Puma          | Pulp              | 2°      |
| Cerro Porteño                                                                                         | Asunción    | General Pablo Rojas          | 45 000    | 1 de octubre de 1912     | 32      | 33         | Puma          | Tigo              | 3°      |
| Guaraní                                                                                               | Asunción    | Rogelio Silvino Livieres     | 8 380     | 12 de octubre de 1903    | 11      | 16         | Saltarín Rojo | Tigo              | 4°      |
| Archivo:Escudo actual del Club Sol de América de Asunción - Villa Elisa - Paraguay.png Sol de América | Villa Elisa | Prof. Luis Alfonso Giagni    | 11 000    | 22 de marzo de 1909      | 2       | 12         | Kyrios        | Banco Continental | 5°      |
| Nacional                                                                                              | Asunción    | Arsenio Erico                | 4 434     | 5 de junio de 1904       | 9       | 10         | Kyrios        | Banco Continental | 6°      |
| General Díaz                                                                                          | Luque       | Gral. Adrián Jara            | 4 000     | 22 de septiembre de 1917 | —       | —          | Twenty        | Banco Continental | 7°      |
| River Plate                                                                                           | Asunción    | Jardines del Kelito          | 6 500     | 15 de enero de 1911      | —       | 3          | Saltarín Rojo | Nissan            | 8°      |
| San Lorenzo                                                                                           | San Lorenzo | Gunther Vogel                | 5 000     | 17 de abril de 1930      | —       | —          | Kappa         | Ochsi             | 9°      |
| Sportivo Luqueño                                                                                      | Luque       | Feliciano Cáceres            | 26 974    | 1 de mayo de 1921        | 2       | 4          | Lotto         | Bristol           | 10°     |
| 12 de Octubre (Itauguá)                                                                               | Itauguá     | Luis Alberto Salinas Tanasio | 12 000    | 14 de agosto de 1914     | —       | 1          | Lotto         | Grupo Bahía       |         |
| Guaireña FC                                                                                           | Villarrica  | Parque del Guairá            | 12 000    | 28 de marzo de 2016      | —       | —          | Kyrios        | Coopeduc          |         |

### Localización
Escala asuncena
Escala departamental
Resaltan en anaranjado las ciudades que conforman el Gran Asunción.
Escala nacional
La mayoría de los clubes se concentra en la capital del país. En tanto que cinco se encuentran a corta distancia en ciudades del departamento Central. Por último, uno pertenece al departamento del Guairá. Se incluye al estadio Defensores del Chaco, propiedad de la Asociación Paraguaya de Fútbol, debido a su uso frecuente por equipos que optan oficiar ahí como locales.
- Nota: La sede social y administrativa del club Sol de América se halla en Barrio Obrero, Asunción, pero su campo de juego se ubica en Villa Elisa donde hace de local desde 1985.

| Distrito capital/Departamento | Cantidad | Equipos                                                                        |
| ----------------------------- | -------- | ------------------------------------------------------------------------------ |
| Asunción                      | 6        | Cerro Porteño / Olimpia / Guaraní / Libertad / Nacional / River Plate          |
| Departamento Central          | 5        | General Díaz / 12 de Octubre / Sol de América / San Lorenzo / Sportivo Luqueño |
| Departamento del Guairá       | 1        | Guaíreña FC                                                                    |

## Especificaciones reglamentarias
Jugadores de extranjeros
Los equipos tienen un límite máximo de hasta cinco jugadores extranjeros para alinear en el campo de juego.
Jugadores de categoría sub-19
Para este campeonato se eliminó la obligatoriedad de la alineación de un jugador categoría sub-19.
Acumulación de tarjetas
Un jugador al sumar su quinta amonestación deberá cumplir un partido de suspensión en la jornada siguiente.

## Cobertura televisiva
Los canales de cable Tigo Sports y Tigo Sports + emiten en directo por TV todos los partidos del campeonato. Dicha empresa tiene la potestad de determinar los días y horarios de los partidos a ser disputados, comunicando su decisión con antelación al Consejo de la División Profesional para el correspondiente anuncio de la programación de una o más jornadas. Además, semanalmente se presenta un resumen con lo mejor de cada fecha en los programas Telefútbol (por señal abierta) y Futboleros (por TV cable y satélite).

## Patrocinio
Artículo principal: Cheque de Campeones.
Los premios en efectivo fueron fijados en US$ 90 000 dólares para el campeón (cheques de 40 000 por parte de Tigo y 50 000 de Visión Banco). Por su parte, el subcampeón se acreditará 15 000 de la misma moneda (10 000 de Tigo y 5000 de Visión).
La compañía de telefonía celular, Tigo, y la institución bancaria, Visión Banco, son las encargadas de patrocinar todos los torneos realizados por la APF. El vínculo contractual con la primera se concretó a partir de 2008 con la celebración del Torneo Apertura del mismo año. En tanto que la relación con el otro auspiciador para respaldar cada campeonato comenzó a principios de 2010.

## Entrenadores
- Actualizado el 10 de diciembre de 2020.

| Equipo           | Entrenador/es           | Fechas           |
| ---------------- | ----------------------- | ---------------- |
| 12 de Octubre    | Mario Jara              | 1.ª a 5.ª        |
| 12 de Octubre    | Pedro Sarabia           | 6.ª en adelante  |
| Cerro Porteño    | Francisco Arce          | 1.ª en adelante  |
| General Díaz     | Javier Doldán           | 1.ª a 5.ª        |
| General Díaz     | Héctor Marecos          | 6.ª en adelante  |
| Guaireña         | Troadio Duarte          | 1.ª en adelante  |
| Guaraní          | Gustavo Costas          | 1.ª en adelante  |
| Libertad         | Gustavo Morínigo        | 1.ª a 10.ª       |
| Libertad         | Juan Samudio            | 11.ª en adelante |
| Sportivo Luqueño | Carlos Humberto Paredes | 1.ª a 4.ª        |
| Sportivo Luqueño | Luis Escobar            | 5.ª en adelante  |
| Nacional         | Hernán Rodrigo López    | 1.ª en adelante  |
| Olimpia          | Daniel Garnero          | 1.ª a 2.ª        |
| Olimpia          | Enrique Landaida        | 3.ª a 5.ª        |
| Olimpia          | Néstor Gorosito         | 6.ª en adelante  |
| River Plate      | Celso Ayala             | 1.ª a 2.ª        |
| River Plate      | Aitor García            | 3.ª a 9.ª        |
| River Plate      | Ariel Galeano           | 10.ª en adelante |
| San Lorenzo      | Roberto Torres          | 1.ª en adelante  |
| Sol de América   | Sergio Orteman          | 1.ª a 9.ª        |
| Sol de América   | Celso Ayala             | 10.ª en adelante |

## Clasificación
- Actualizado el 19 de diciembre de 2020.

| Pos. | Equipo                  | Pts. | PJ | PG | PE | PP | GF | GC | DG  |  |
| ---- | ----------------------- | ---- | -- | -- | -- | -- | -- | -- | --- |  |
| 1    | 12 de Octubre (Itauguá) | 20   | 11 | 6  | 2  | 3  | 15 | 12 | +3  |  |
| 2    | Nacional                | 19   | 11 | 4  | 7  | 0  | 18 | 12 | +6  |  |
| 3    | Cerro Porteño           | 19   | 11 | 5  | 4  | 2  | 16 | 11 | +5  |  |
| 4    | Libertad                | 18   | 11 | 5  | 3  | 3  | 20 | 15 | +5  |  |
| 5    | Guaraní                 | 18   | 11 | 5  | 3  | 3  | 11 | 7  | +4  |  |
| 6    | Olimpia                 | 17   | 11 | 5  | 2  | 4  | 20 | 16 | +4  |  |
| 7    | Sol de América          | 16   | 11 | 4  | 4  | 3  | 19 | 14 | +5  |  |
| 8    | Guaireña FC             | 14   | 11 | 3  | 5  | 3  | 10 | 14 | −4  |  |
| 9    | Sportivo San Lorenzo    | 12   | 11 | 2  | 6  | 3  | 13 | 15 | −2  |  |
| 10   | Sportivo Luqueño        | 11   | 11 | 3  | 2  | 6  | 13 | 19 | −6  |  |
| 11   | River Plate             | 9    | 11 | 2  | 3  | 6  | 10 | 17 | −7  |  |
| 12   | General Díaz            | 3    | 11 | 0  | 3  | 8  | 12 | 25 | −13 |  |

|  |                            |
|  | Clasificado a segunda fase |

### Evolución de la clasificación
| Equipo \ Jornadas | 01 | 02 | 03 | 04 | 05 | 06 | 07 | 08 | 09 | 10 | 11 |
| ----------------- | -- | -- | -- | -- | -- | -- | -- | -- | -- | -- | -- |
| 12 de Octubre (I) | 3  | 2  | 3  | 4  | 8  | 3  | 1  | 5  | 3  | 4  | 1  |
| Nacional          | 6  | 8  | 9  | 6  | 6  | 2  | 4  | 3  | 2  | 2  | 2  |
| Cerro Porteño     | 2  | 3  | 2  | 1  | 4  | 7  | 2  | 1  | 1  | 1  | 3  |
| Libertad          | 1  | 5  | 8  | 7  | 2  | 4  | 6  | 4  | 6  | 5  | 4  |
| Guaraní           | 9  | 10 | 11 | 10 | 10 | 8  | 9  | 7  | 5  | 6  | 5  |
| Olimpia           | 7  | 9  | 5  | 2  | 1  | 1  | 3  | 2  | 4  | 3  | 6  |
| Sol de América    | 5  | 1  | 1  | 3  | 7  | 9  | 5  | 6  | 7  | 8  | 7  |
| Guaireña FC       | 12 | 7  | 7  | 9  | 5  | 6  | 8  | 8  | 9  | 7  | 8  |
| San Lorenzo       | 4  | 4  | 6  | 5  | 9  | 10 | 10 | 10 | 10 | 9  | 9  |
| Sportivo Luqueño  | 11 | 6  | 4  | 8  | 3  | 5  | 7  | 9  | 8  | 10 | 10 |
| River Plate       | 8  | 12 | 10 | 11 | 11 | 11 | 11 | 11 | 11 | 11 | 11 |
| General Díaz      | 10 | 11 | 12 | 12 | 12 | 12 | 12 | 12 | 12 | 12 | 12 |

Fuente: Tigo Sports.

## Resultados
- Actualizado el 20 de diciembre de 2020.

| Local\Visitante  | OLI | SOL | LIB | GUA | CGD | GRÑ | NAC | 12O | RIV | SSL | CCP | SPL |
| ---------------- | --- | --- | --- | --- | --- | --- | --- | --- | --- | --- | --- | --- |
| Olimpia          |     |     |     |     | 4-2 |     | 1-1 | 2-1 | 3-1 | 3-1 |     |     |
| Sol de América   | 1-3 |     |     | 1-0 |     | 1-1 | 2-3 | 0-0 | 2-3 |     |     |     |
| Libertad         | 2-1 | 0-2 |     | 1-1 |     |     | 0-2 | 3-0 | 3-1 |     |     |     |
| Guaraní          | 2-0 |     |     |     | 2-0 | 1-0 |     |     |     | 2-1 | 1-1 | 2-1 |
| General Díaz     |     | 2-5 | 3-4 |     |     |     |     |     | 0-0 | 0-1 |     | 0-1 |
| Guaireña         | 2-1 |     | 0-3 |     | 1-1 |     |     |     |     | 2-2 | 1-1 | 1-0 |
| Nacional         |     |     |     | 0-0 | 2-2 | 0-0 |     | 1-1 |     |     | 4-3 |     |
| 12 de Octubre    |     |     |     | 1-0 | 2-1 | 3-0 |     |     |     | 0-1 | 2-1 |     |
| River Plate      |     |     |     | 1-0 |     | 1-2 | 1-1 | 1-2 |     |     | 1-2 |     |
| San Lorenzo      |     | 2-2 | 2-2 |     |     |     | 1-1 |     | 0-0 |     |     | 1-2 |
| Cerro Porteño    | 1-0 | 0-0 | 1-0 |     | 3-1 |     |     |     |     | 1-1 |     | 2-0 |
| Sportivo Luqueño | 2-2 | 0-3 | 2-2 |     |     |     | 1-3 | 2-3 | 2-0 |     |     |     |

|  |                    |
|  | Victoria local     |
|  | Empate             |
|  | Victoria visitante |

## Calendario

### Primera ronda
- Los horarios son correspondientes a la hora local de verano (UTC-3) Asunción, Paraguay

| Fecha 1        | Fecha 1   | Fecha 1          | Fecha 1             | Fecha 1       | Fecha 1 |
| Local          | Resultado | Visitante        | Estadio             | Día           | Hora    |
| -------------- | --------- | ---------------- | ------------------- | ------------- | ------- |
| General Díaz   | 0 - 1     | San Lorenzo      | Adrián Jara         | 16 de octubre | 18:00   |
| Olimpia        | 1 - 1     | Nacional         | Manuel Ferreira     | 16 de octubre | 20:15   |
| Sol de América | 1 - 0     | Guaraní          | Luis Alfonso Giagni | 17 de octubre | 18:00   |
| Guaireña FC    | 0 - 3     | Libertad         | Parque del Guairá   | 17 de octubre | 20:15   |
| River Plate    | 1 - 2     | 12 de Octubre    | Jardines del Kelito | 18 de octubre | 18:00   |
| Cerro Porteño  | 2 - 0     | Sportivo Luqueño | General Pablo Rojas | 18 de octubre | 20:15   |

| Fecha 2          | Fecha 2   | Fecha 2        | Fecha 2           | Fecha 2       | Fecha 2 |
| Local            | Resultado | Visitante      | Estadio           | Día           | Hora    |
| ---------------- | --------- | -------------- | ----------------- | ------------- | ------- |
| 12 de Octubre    | 2 - 1     | General Díaz   | Luis Salinas      | 23 de octubre | 19:30   |
| Sportivo Luqueño | 2 - 0     | River Plate    | Feliciano Cáceres | 24 de octubre | 18:00   |
| Guaireña FC      | 2 - 1     | Olimpia        | Parque del Guairá | 24 de octubre | 20:15   |
| San Lorenzo      | 1 - 1     | Nacional       | Gunther Vogel     | 25 de octubre | 18:00   |
| Libertad         | 0 - 2     | Sol de América | Dr. Nicolás Leoz  | 25 de octubre | 20:15   |
| Guaraní          | 1 - 1     | Cerro Porteño  | Rogelio Livieres  | 26 de octubre | 19:30   |

| Fecha 3        | Fecha 3   | Fecha 3          | Fecha 3             | Fecha 3        | Fecha 3 |
| Local          | Resultado | Visitante        | Estadio             | Día            | Hora    |
| -------------- | --------- | ---------------- | ------------------- | -------------- | ------- |
| Nacional       | 1 - 1     | 12 de Octubre    | Arsenio Erico       | 30 de octubre  | 20:00   |
| General Díaz   | 0 - 1     | Sportivo Luqueño | Adrián Jara         | 31 de octubre  | 18:15   |
| Cerro Porteño  | 1 - 0     | Libertad         | General Pablo Rojas | 31 de octubre  | 20:30   |
| River Plate    | 1 - 0     | Guaraní          | Jardines del Kelito | 1 de noviembre | 18:15   |
| Olimpia        | 3 - 1     | San Lorenzo      | Manuel Ferreira     | 1 de noviembre | 20:30   |
| Sol de América | 1 - 1     | Guaireña FC      | Luis Alfonso Giagni | 2 de noviembre | 19:30   |

| Fecha 4          | Fecha 4   | Fecha 4       | Fecha 4             | Fecha 4        | Fecha 4 |
| Local            | Resultado | Visitante     | Estadio             | Día            | Hora    |
| ---------------- | --------- | ------------- | ------------------- | -------------- | ------- |
| 12 de Octubre    | 0 - 1     | San Lorenzo   | Luis Salinas        | 6 de noviembre | 18:15   |
| Guaraní          | 2 - 0     | General Díaz  | Rogelio Livieres    | 6 de noviembre | 20:30   |
| Guaireña FC      | 1 - 1     | Cerro Porteño | Parque del Guairá   | 7 de noviembre | 18:15   |
| Libertad         | 3 - 1     | River Plate   | Dr. Nicolás Leoz    | 7 de noviembre | 20:30   |
| Sportivo Luqueño | 1 - 3     | Nacional      | Feliciano Cáceres   | 8 de noviembre | 19:00   |
| Sol de América   | 1 - 3     | Olimpia       | Luis Alfonso Giagni | 8 de noviembre | 21:30   |

| Fecha 5       | Fecha 5   | Fecha 5          | Fecha 5             | Fecha 5         | Fecha 5 |
| Local         | Resultado | Visitante        | Estadio             | Día             | Hora    |
| ------------- | --------- | ---------------- | ------------------- | --------------- | ------- |
| River Plate   | 1 - 2     | Guaireña FC      | Jardines del Kelito | 10 de noviembre | 20:45   |
| General Díaz  | 3 - 4     | Libertad         | Adrián Jara         | 10 de noviembre | 20:45   |
| Olimpia       | 2 - 1     | 12 de Octubre    | Manuel Ferreira     | 11 de noviembre | 19:15   |
| San Lorenzo   | 1 - 2     | Sportivo Luqueño | Gunther Vogel       | 12 de noviembre | 18:15   |
| Nacional      | 0 - 0     | Guaraní          | Arsenio Erico       | 12 de noviembre | 18:15   |
| Cerro Porteño | 0 - 0     | Sol de América   | General Pablo Rojas | 26 de noviembre | 19:30   |

| Fecha 6          | Fecha 6   | Fecha 6       | Fecha 6              | Fecha 6         | Fecha 6 |
| Local            | Resultado | Visitante     | Estadio              | Día             | Hora    |
| ---------------- | --------- | ------------- | -------------------- | --------------- | ------- |
| Guaireña FC      | 1 - 1     | General Díaz  | Luis Alfonso Giagni  | 14 de noviembre | 18:30   |
| Sol de América   | 2 - 3     | River Plate   | Dr. Nicolás Leoz     | 15 de noviembre | 17:15   |
| Libertad         | 0 - 2     | Nacional      | General Pablo Rojas  | 15 de noviembre | 19:30   |
| Sportivo Luqueño | 2 - 3     | 12 de Octubre | Arsenio Erico        | 16 de noviembre | 18:15   |
| Guaraní          | 2 - 1     | San Lorenzo   | Manuel Ferreira      | 16 de noviembre | 20:30   |
| Cerro Porteño    | 1 - 0     | Olimpia       | Defensores del Chaco | 3 de diciembre  | 19:30   |

| Fecha 7          | Fecha 7   | Fecha 7        | Fecha 7             | Fecha 7         | Fecha 7 |
| Local            | Resultado | Visitante      | Estadio             | Día             | Hora    |
| ---------------- | --------- | -------------- | ------------------- | --------------- | ------- |
| General Díaz     | 2 - 5     | Sol de América | Adrián Jara         | 19 de noviembre | 19:30   |
| River Plate      | 1 - 2     | Cerro Porteño  | Jardines del Kelito | 20 de noviembre | 18:30   |
| San Lorenzo      | 2 - 2     | Libertad       | Gunther Vogel       | 20 de noviembre | 20:45   |
| 12 de Octubre    | 1 - 0     | Guaraní        | Luis Salinas        | 21 de noviembre | 18:30   |
| Nacional         | 0 - 0     | Guaireña FC    | Arsenio Erico       | 22 de noviembre | 18:30   |
| Sportivo Luqueño | 2 - 2     | Olimpia        | Feliciano Cáceres   | 22 de noviembre | 20:45   |

| Fecha 8        | Fecha 8   | Fecha 8          | Fecha 8             | Fecha 8         | Fecha 8 |
| Local          | Resultado | Visitante        | Estadio             | Día             | Hora    |
| -------------- | --------- | ---------------- | ------------------- | --------------- | ------- |
| Guaireña FC    | 2 - 2     | San Lorenzo      | Parque del Guairá   | 27 de noviembre | 20:30   |
| Olimpia        | 3 - 1     | River Plate      | Manuel Ferreira     | 28 de noviembre | 19:00   |
| Libertad       | 3 - 0     | 12 de Octubre    | Dr. Nicolás Leoz    | 28 de noviembre | 21:15   |
| Cerro Porteño  | 3 - 1     | General Díaz     | General Pablo Rojas | 29 de noviembre | 18:30   |
| Guaraní        | 2 - 1     | Sportivo Luqueño | Rogelio Livieres    | 29 de noviembre | 20:45   |
| Sol de América | 2 - 3     | Nacional         | Luis Alfonso Giagni | 30 de noviembre | 19:30   |

| Fecha 9          | Fecha 9   | Fecha 9        | Fecha 9           | Fecha 9        | Fecha 9 |
| Local            | Resultado | Visitante      | Estadio           | Día            | Hora    |
| ---------------- | --------- | -------------- | ----------------- | -------------- | ------- |
| General Díaz     | 0 - 0     | River Plate    | Adrián Jara       | 5 de diciembre | 18:30   |
| Sportivo Luqueño | 2 - 2     | Libertad       | Feliciano Cáceres | 5 de diciembre | 20:45   |
| 12 de Octubre    | 3 - 0     | Guaireña FC    | Luis Salinas      | 6 de diciembre | 10:00   |
| San Lorenzo      | 2 - 2     | Sol de América | Gunther Vogel     | 6 de diciembre | 18:15   |
| Guaraní          | 2 - 0     | Olimpia        | Rogelio Livieres  | 6 de diciembre | 20:30   |
| Nacional         | 4 - 3     | Cerro Porteño  | Arsenio Erico     | 7 de diciembre | 20:00   |

| Fecha 10       | Fecha 10  | Fecha 10         | Fecha 10            | Fecha 10        | Fecha 10 |
| Local          | Resultado | Visitante        | Estadio             | Día             | Hora     |
| -------------- | --------- | ---------------- | ------------------- | --------------- | -------- |
| Guaireña FC    | 1 - 0     | Sportivo Luqueño | Parque del Guairá   | 11 de diciembre | 18:30    |
| Libertad       | 1 - 1     | Guaraní          | Dr. Nicolás Leoz    | 11 de diciembre | 20:45    |
| River Plate    | 1 - 1     | Nacional         | Jardines del Kelito | 12 de diciembre | 18:30    |
| Olimpia        | 4 - 2     | General Díaz     | Manuel Ferreira     | 12 de diciembre | 20:45    |
| Sol de América | 0 - 0     | 12 de Octubre    | Luis Alfonso Giagni | 13 de diciembre | 18:15    |
| Cerro Porteño  | 1 - 1     | San Lorenzo      | General Pablo Rojas | 13 de diciembre | 20:30    |

| Fecha 11         | Fecha 11  | Fecha 11       | Fecha 11          | Fecha 11        | Fecha 11 |
| Local            | Resultado | Visitante      | Estadio           | Día             | Hora     |
| ---------------- | --------- | -------------- | ----------------- | --------------- | -------- |
| Nacional         | 2 - 2     | General Díaz   | Arsenio Erico     | 17 de diciembre | 19:30    |
| San Lorenzo      | 0 - 0     | River Plate    | Gunther Vogel     | 18 de diciembre | 19:30    |
| 12 de Octubre    | 2 - 1     | Cerro Porteño  | Luis Salinas      | 18 de diciembre | 19:30    |
| Sportivo Luqueño | 0 - 3     | Sol de América | Feliciano Cáceres | 18 de diciembre | 19:30    |
| Guaraní          | 1 - 0     | Guaireña FC    | Rogelio Livieres  | 19 de diciembre | 19:30    |
| Libertad         | 2 - 1     | Olimpia        | Dr. Nicolás Léoz  | 19 de diciembre | 19:30    |

## Play-offs

### Cuadro
|  | Cuartos de final             | Cuartos de final             | Cuartos de final             |                |       | Semifinales             | Semifinales             | Semifinales             |  |   | Final                   | Final                   | Final                   |  |
|  | 22 y 23 de diciembre de 2020 | 22 y 23 de diciembre de 2020 | 22 y 23 de diciembre de 2020 |                |       | 27 de diciembre de 2020 | 27 de diciembre de 2020 | 27 de diciembre de 2020 |  |   | 30 de diciembre de 2020 | 30 de diciembre de 2020 | 30 de diciembre de 2020 |  |
|  |                              |                              |                              |                |       |                         |                         |                         |  |   |                         |                         |                         |  |
|  |                              |                              |                              |                |       |                         |                         |                         |  |   |                         |                         |                         |  |
|  | 1                            | 12 de Octubre (Itauguá)      | 1                            |                |       |                         |                         |                         |  |   |                         |                         |                         |  |
|  | 1                            | 12 de Octubre (Itauguá)      | 1                            |                |       |                         |                         |                         |  |   |                         |                         |                         |  |
|  | 8                            | Guaireña FC                  | 2                            |                |       |                         |                         |                         |  |   |                         |                         |                         |  |
|  | 8                            | Guaireña FC                  | 2                            |                | 8     | Guaireña FC             | 0                       |                         |  |   |                         |                         |                         |  |
|  |                              |                              |                              |                | 8     | Guaireña FC             | 0                       |                         |  |   |                         |                         |                         |  |
|  |                              |                              | 5                            | Guaraní        | 1     |                         |                         |                         |  |   |                         |                         |                         |  |
|  | 4                            | Libertad                     | 5                            | Guaraní        | 1     | 1                       |                         |                         |  |   |                         |                         |                         |  |
|  | 4                            | Libertad                     |                              |                |       |                         |                         |                         |  |   |                         |                         |                         |  |
|  | 5                            | Guaraní                      | 3                            |                |       |                         |                         |                         |  |   |                         |                         |                         |  |
|  | 5                            | Guaraní                      | 3                            |                |       |                         |                         |                         |  | 5 | Guaraní                 | 2 (4)                   |                         |  |
|  |                              |                              |                              |                |       |                         |                         |                         |  | 5 | Guaraní                 | 2 (4)                   |                         |  |
|  |                              |                              | 6                            | Olimpia (p.)   | 2 (5) |                         |                         |                         |  |   |                         |                         |                         |  |
|  | 3                            | Cerro Porteño                | 6                            | Olimpia (p.)   | 2 (5) | 1 (1)                   |                         |                         |  |   |                         |                         |                         |  |
|  | 3                            | Cerro Porteño                |                              |                |       |                         |                         |                         |  |   |                         |                         |                         |  |
|  | 6                            | Olimpia (p.)                 | 1 (4)                        |                |       |                         |                         |                         |  |   |                         |                         |                         |  |
|  | 6                            | Olimpia (p.)                 | 1 (4)                        |                | 6     | Olimpia                 | 4                       |                         |  |   |                         |                         |                         |  |
|  |                              |                              |                              |                | 6     | Olimpia                 | 4                       |                         |  |   |                         |                         |                         |  |
|  |                              |                              | 7                            | Sol de América | 2     |                         |                         |                         |  |   |                         |                         |                         |  |
|  | 2                            | Nacional                     | 7                            | Sol de América | 2     | 0                       |                         |                         |  |   |                         |                         |                         |  |
|  | 2                            | Nacional                     |                              |                |       |                         |                         |                         |  |   |                         |                         |                         |  |
|  | 7                            | Sol de América               | 1                            |                |       |                         |                         |                         |  |   |                         |                         |                         |  |
|  | 7                            | Sol de América               | 1                            |                |       |                         |                         |                         |  |   |                         |                         |                         |  |
|  |                              |                              |                              |                |       |                         |                         |                         |  |   |                         |                         |                         |  |

### Cuartos de final
| 22 de diciembre de 2020, 18:30 | Nacional | 0:1 (0:0) | Sol de América | Estadio Manuel Ferreira, Asunción |                                 |
|                                |          | Reporte   | D. Valdez 82'  | Árbitro(s): Mario Díaz de Vivar   | Árbitro(s): Mario Díaz de Vivar |

| 22 de diciembre de 2020, 21:00 | Cerro Porteño                    | 1:1 (1:1) (1:4 p.)         | Olimpia                               | Estadio Defensores del Chaco, Asunción |                         |
|                                | Giménez 15'                      | Reporte                    | Recalde 10'                           | Árbitro(s): Eber Aquino                | Árbitro(s): Eber Aquino |
|                                |                                  | Tiros desde el punto penal |                                       |                                        |                         |
|                                | N. Valdez · Villasanti · Giménez |                            | Silva · Camacho · Polenta · I. Torres |                                        |                         |

| 23 de diciembre de 2020, 18:30 | 12 de Octubre (Itauguá) | 1:2 (0:2) | Guaireña FC      | Estadio Luis Alfonso Giagni, Villa Elisa |                         |
|                                | Garcete 74'             | Reporte   | González 8', 24' | Árbitro(s): José Méndez                  | Árbitro(s): José Méndez |

| 23 de diciembre de 2020, 21:00 | Libertad    | 1:3 (1:0) | Guaraní                                       | Estadio Feliciano Cáceres, Luque |                          |
|                                | Cardozo 13' | Reporte   | Fernández 49' · Domínguez 80' · Bobadilla 86' | Árbitro(s): Juan Benítez         | Árbitro(s): Juan Benítez |

### Semifinales
| 27 de diciembre de 2020, 18:30 | Olimpia                                                 | 4:2 (0:0) | Sol de América           | Estadio Defensores del Chaco, Asunción |                            |
|                                | I. Torres 54' · Recalde 55' · Ortiz 67' · D. Torres 82' | Reporte   | Cazal 83' · Portillo 89' | Árbitro(s): Carlos Benítez             | Árbitro(s): Carlos Benítez |

| 27 de diciembre de 2020, 21:00 | Guaireña FC | 0:1 (0:0) | Guaraní       | Estadio General Pablo Rojas, Asunción |                                 |
|                                |             | Reporte   | Florentín 72' | Árbitro(s): Mario Díaz de Vivar       | Árbitro(s): Mario Díaz de Vivar |

### Final
| 30 de diciembre de 2020, 19:30 | Guaraní                                                     | 2:2 (2:0) (4:5 p.)         | Olimpia                                               | Estadio Defensores del Chaco, Asunción |                          |
|                                | Maná 36' · Báez 39'                                         | Reporte                    | Recalde 57' · Silva 69' (pen.)                        | Árbitro(s): Juan Benítez               | Árbitro(s): Juan Benítez |
|                                |                                                             | Tiros desde el punto penal |                                                       |                                        |                          |
|                                | Báez · M. Benítez · Morel · Florentín · Merlini · Bobadilla |                            | Silva · Polenta · I. Torres · Domingo · Ortiz · Ojeda |                                        |                          |

## Campeón
|                     |
| Olimpia 45.° título |

## Clasificación para copas internacionales

### Puntaje acumulado
El puntaje acumulado es el que obtiene cada equipo al sumar los torneos Apertura y Clausura de 2020. Al cierre de temporada se definirá a los representantes de la APF en los torneos de Conmebol en 2021.
- Para la Copa Libertadores 2021 clasifican 4: los campeones del Apertura y Clausura, ordenados según sus posiciones finales en la tabla;[4] y los mejores colocados, sin contar a los mencionados anteriormente.[4] Si el mismo club repitiera el título logra automáticamente el primer cupo, otorgando los restantes a los finalizados en segundo, tercer y cuarto lugar.[4] Los dos mejores acceden a la fase de grupos, el tercero ingresa desde la fase preclasificatoria 2 y el cuarto lo hace a partir de la fase preclasificatoria 1.[4]

- Para la Copa Sudamericana 2021 clasifican 4: los cuatro primeros colocados, excluyendo a los clasificados para la Copa Libertadores.

Para ambos torneos, en caso de paridad de puntos entre dos o más equipos, se toma en cuenta la diferencia de goles.  Los campeones del Apertura y Clausura aseguran su participación en la Libertadores como Paraguay 1 o 2, sin depender de la posición que ocuparon en esta tabla.
- Actualizado el 19 de diciembre de 2020.

| Pos. | Equipo            | PJ | PG | PE | PP | GF | GC | DG  | Pts. | Clasificado a                               |
| ---- | ----------------- | -- | -- | -- | -- | -- | -- | --- | ---- | ------------------------------------------- |
| 1    | Cerro Porteño     | 33 | 20 | 9  | 4  | 53 | 25 | +28 | 69   | Fase de grupos de la Copa Libertadores 2021 |
| 2    | Olimpia           | 33 | 18 | 8  | 7  | 74 | 36 | +38 | 62   | Fase de grupos de la Copa Libertadores 2021 |
| 3    | Libertad          | 33 | 18 | 8  | 7  | 63 | 38 | +25 | 62   | Segunda fase de la Copa Libertadores 2021   |
| 4    | Guaraní           | 33 | 16 | 11 | 6  | 41 | 23 | +18 | 59   | Primera fase de la Copa Libertadores 2021   |
| 5    | Nacional          | 33 | 10 | 14 | 9  | 40 | 34 | +6  | 44   | Primera fase de la Copa Sudamericana 2021   |
| 6    | Guaireña FC       | 33 | 9  | 14 | 10 | 40 | 43 | −3  | 41   | Primera fase de la Copa Sudamericana 2021   |
| 7    | 12 de Octubre (I) | 33 | 11 | 8  | 14 | 36 | 49 | −13 | 41   | Primera fase de la Copa Sudamericana 2021   |
| 8    | River Plate       | 33 | 10 | 8  | 15 | 33 | 47 | −14 | 38   | Primera fase de la Copa Sudamericana 2021   |
| 9    | Sportivo Luqueño  | 33 | 9  | 9  | 15 | 35 | 51 | −16 | 36   |                                             |
| 10   | Sol de América    | 33 | 8  | 11 | 14 | 42 | 54 | −12 | 35   |                                             |
| 11   | San Lorenzo       | 33 | 4  | 16 | 13 | 32 | 52 | −20 | 28   |                                             |
| 12   | General Díaz      | 33 | 3  | 8  | 22 | 34 | 71 | −37 | 17   |                                             |

## Descenso de categoría

### Puntaje promedio
El promedio de puntos de un equipo consiste en el cociente que se obtiene de la división de su puntaje acumulado en los torneos disputados en las últimas tres temporadas entre la cantidad de partidos que haya jugado durante ese período. Con base en dicho cálculo se determina cuáles son los equipos que descienden a Segunda División. En caso de igualdad en el puntaje para definir qué equipo va al descenso, se resuelve en un partido extra.
- Actualizado el 20 de diciembre de 2020.

| Pos. | Equipo            | 2018 | 2019 | 2020 | Total | PJ  | Prom. | Descenso                              |
| ---- | ----------------- | ---- | ---- | ---- | ----- | --- | ----- | ------------------------------------- |
| 1    | Olimpia           | 102  | 108  | 62   | 272   | 121 | 2,247 |                                       |
| 2    | Cerro Porteño     | 82   | 80   | 69   | 231   | 121 | 1,909 |                                       |
| 3    | Libertad          | 76   | 85   | 62   | 223   | 121 | 1,842 |                                       |
| 4    | Guaraní           | 51   | 69   | 59   | 179   | 121 | 1,479 |                                       |
| 5    | Nacional          | 65   | 52   | 44   | 161   | 121 | 1,330 |                                       |
| 6    | Sol de América    | 63   | 57   | 35   | 155   | 121 | 1,280 |                                       |
| 7    | Guaireña FC       | -    | -    | 41   | 41    | 33  | 1,242 |                                       |
| 8    | 12 de Octubre (I) | -    | -    | 41   | 41    | 33  | 1,242 |                                       |
| 9    | River Plate       | -    | 52   | 38   | 90    | 77  | 1,168 |                                       |
| 10   | Sportivo Luqueño  | 46   | 52   | 36   | 134   | 121 | 1,107 |                                       |
| 11   | San Lorenzo       | -    | 49   | 27   | 77    | 77  | 1,000 | Descendidos a la División Intermedia. |
| 12   | General Díaz      | 46   | 41   | 17   | 104   | 121 | 0,859 | Descendidos a la División Intermedia. |